# Mozirje
Mozirje (Duits: Prassberg) is een gemeente in de Sloveense regio Savinjska. Tijdens de volkstelling in 2002 telde Mozirje 6231 inwoners. De gemeente ligt in het Savinja dal. De belangrijkste plaatsen in de gemeente zijn Mozirje en Rečica ob Savinji. Er zijn verschillende economische activiteiten, waaronder kledingindustrie (Elkroj) en een vestiging van Bosch/Siemens huishoudelijke apparaten. Verder zijn er veel kleine, gemengde boerenbedrijven. Tussen Mozirje en Rečica ob Savinji bevindt zich de ongeveer 1500 meter hoge berg Golte, waar ook een skigebied ligt.
Toerisme is een belangrijke bron van inkomsten, waarbij het toerisme zich vooral richt op actieve vakanties (wandeltoerisme en watersport). Vanwege een aantal grotten wordt er ook aan speleologie gedaan. De regio is niet ontsloten door massatoerisme.

## Plaatsen in de gemeente
Brezje, Dobrovlje pri Mozirju, Lepa Njiva, Ljubija, Loke pri Mozirju, Mozirje, Radegunda, Šmihel nad Mozirjem
Bistrica ob Sotli · Braslovče · Celje · Dobje · Dobrna · Gornji Grad · Kozje · Laško · Ljubno · Luče · Mozirje · Nazarje · Podčetrtek · Polzela · Prebold · Radeče · Rečica ob Savinji · Rogaška Slatina · Rogatec · Šentjur pri Celju · Slovenske Konjice · Šmarje pri Jelšah · Šmartno ob Paki · Solčava · Šoštanj · Štore · Tabor · Velenje · Vitanje · Vojnik · Vransko · Žalec · Zreče